# Gregoryita
La gregoryita és un mineral de la classe dels carbonats. Rep el seu nom del professor John Walter Gregory (1864–1932), de les universitats de Melbourne i Glasgow, qui va completar els primers estudis científics sobre l'activitat volcànica i l'estructura del sistema del Rift d'Àfrica.

## Característiques
La gregoryita és un carbonat de fórmula química (Na₂,K₂,Ca)CO₃. Cristal·litza en el sistema hexagonal. Es troba en forma de diminuts cristalls arrodonits imperfectes.
Segons la classificació de Nickel-Strunz, la gregoryita pertany a «05.AA - Carbonats alcalins, sense anions addicionals, sense H₂O» juntament amb els següents minerals: zabuyelita, natrita, nahcolita, kalicinita, teschemacherita i wegscheiderita.

## Formació i jaciments
Va ser descoberta l'any 1980 al Mt Oldoinyo Lengai, a la regió d'Arusha, a Tanzània, l'únic indret on ha estat descrita, en forma de fenocristalls en lava carbonatita lengaïta. Sol trobar-se associada a altres minerals com: nyerereïta, alabandita, halita, silvita, fluorita o calcita.